# Campeonato Sergipano de Futebol de 2016
O Campeonato Sergipano de Futebol de 2016 foi a 93º edição da divisão principal do campeonato estadual de Sergipe, cujo nome oficial foi Sergipão GBarbosa 2016 por motivos de patrocínio. O título foi conquistado pelo Club Sportivo Sergipe, que venceu o Itabaiana nas finais. Ambas as equipes conquistaram vaga na Copa do Brasil de 2017, Copa do Nordeste de 2017 e Série D de 2016.
Dez clubes participaram do torneio: os dois times tradicionais da capital Aracaju, o Confiança (campeão estadual no ano anterior) e o Sergipe; o Itabaiana da cidade de homônima; Estanciano e Boca Júnior de Estância; além de Socorrense, Lagarto, Dorense, Guarany e Amadense.
O campeonato consistiu de uma fase inicial com os dez clubes jogando entre si, em jogos apenas de ida. Os quatro piores da primeira fase disputaram um quadrangular em partidas de ida e volta, no qual os dois últimos — Guarany e Socorrense — foram rebaixados para a Série A-2. Já os seis melhores da primeira fase foram reunidos num hexagonal, e jogaram entre si em turno e returno. As duas equipes que mais pontuaram nesta segunda fase, Itabaiana e Sergipe, se classificaram para disputar as finais. Estas ocorreram em duas partidas e no resultado agregado de 2 a 1, o Sergipe sagrou-se campeão estadual.

## Transmissão
Algumas das principais partidas do torneio serão transmitidas pela TV e internet pelo canal Esporte Interativo Nordeste e aos sábados pela TV Atalaia. Além das emissoras de rádio do estado de Sergipe, Rádio Jornal, Radio Cultura de Sergipe, Radio Liberdade.[carece de fontes?]

## Regulamento
O Campeonato Sergipano de Futebol Profissional da Série A-1 de 2016 foi disputado em três fases:
- a) 1ª Fase – Classificatória
- b) 2ª Fase – Hexagonal e Torneio da Morte
- c) 3ª Fase – Final

Na primeira fase, Classificatória, as equipes jogaram entre si partida somente de ida. Classificaram-se para o hexagonal (segunda fase) as seis primeiras colocadas em número de pontos, e as quatro últimas disputaram o Torneio da Morte, que define os rebaixados para a Série A2 de 2017. No Hexagonal, as seis melhores da fase anterior jogaram entre si no sistema de ida e volta, totalizando dez rodadas. Os dois clubes que mais pontuaram se qualificaram para a final. O Torneio da Morte consistiu de um quadrangular (em jogos de ida e volta) no qual os dois piores foram rebaixados para a Série A-2 de 2017. A Grande Final foi disputada em duas partidas, nas quais o melhor colocado no hexagonal teve a vantagem de dois resultados iguais.
Critérios de desempate
Os critério de desempate foram aplicados na seguinte ordem:
1. Maior número de vitórias
2. Maior saldo de gols
3. Maior número de gols pró (marcados)
4. Maior número de gols contra (sofridos)
5. Confronto direto
6. Sorteio

## Primeira Fase

### Classificação
| Pos | Times       | Pts | J | V | E | D | GP | GC | SG | Zona de classificação          |
| --- | ----------- | --- | - | - | - | - | -- | -- | -- | ------------------------------ |
| 1   | Confiança   | 20  | 9 | 6 | 2 | 1 | 20 | 8  | 12 | Classificados para o Hexagonal |
| 2   | Itabaiana   | 17  | 9 | 5 | 2 | 2 | 13 | 6  | 7  | Classificados para o Hexagonal |
| 3   | Boca Júnior | 16  | 9 | 5 | 1 | 3 | 10 | 10 | 0  | Classificados para o Hexagonal |
| 4   | Sergipe     | 15  | 9 | 4 | 3 | 2 | 14 | 8  | 6  | Classificados para o Hexagonal |
| 5   | Dorense     | 15  | 9 | 4 | 3 | 2 | 13 | 9  | 4  | Classificados para o Hexagonal |
| 6   | Estanciano  | 11  | 9 | 3 | 2 | 4 | 7  | 10 | -3 | Classificados para o Hexagonal |
| 7   | Socorrense  | 8   | 9 | 2 | 2 | 5 | 7  | 15 | -8 | Torneio da Morte               |
| 8   | Guarany-SE  | 7   | 9 | 1 | 4 | 4 | 8  | 15 | -7 | Torneio da Morte               |
| 9   | Amadense    | 7   | 9 | 1 | 4 | 4 | 6  | 12 | -6 | Torneio da Morte               |
| 10  | Lagarto     | 6   | 9 | 1 | 3 | 5 | 10 | 15 | -5 | Torneio da Morte               |

| Resultados  | AMA | BOC | CON | DOR | EST | GUA | ITA | LAG | SER | SOC |
| ----------- | --- | --- | --- | --- | --- | --- | --- | --- | --- | --- |
| Amadense    | —   | 1–2 | 1–3 | 0–3 |     |     | 1–0 |     |     | 0–1 |
| Boca Júnior |     | —   |     | 2–1 |     | 1–0 |     | 2–1 | 0–2 |     |
| Confiança   |     | 2–1 | —   | 4–1 |     | 3–0 | 1–2 |     | 1–1 |     |
| Dorense     |     |     |     | —   | R-9 | 0–0 | 2–1 | 3–1 | 1–1 |     |
| Estanciano  | 0–0 | 0–1 | 0–1 |     | —   | 1–1 |     |     |     | 3–1 |
| Guarany-SE  | 1–1 |     |     |     |     | —   | R-9 |     | 1–6 | 3–0 |
| Itabaiana   |     | 0–0 |     |     | 3–0 |     | —   |     | 1–0 | 3–0 |
| Lagarto     | 1–1 |     | R-9 |     | 0–1 | 2–1 | 1–2 | —   |     |     |
| Sergipe     | R-9 |     |     |     | 1–2 |     |     | 2–1 | —   | 1–0 |
| Socorrense  |     | R-9 | 0–3 | 1–1 |     |     |     | 1–1 |     | —   |

|  |                                |
|  | Classificados para o Hexagonal |
|  | Torneio da Morte               |

|  |                      |
|  | Vitória do mandante  |
|  | Vitória do visitante |
|  | Empate               |

## Segunda Fase

### Hexagonal
Classificação

### Quadrangular da permanência
Classificação

## Terceira Fase - Final
Ida
| Quarta-feira, 4 de maio | Sergipe   | 1 – 0   | Itabaiana | Arena Batistão, Aracaju                                                  |
| 20:15                   | Hiago 10' | Borderô |           | Público: 7 599 pagantes Renda: R$ 176.559,00 Árbitro: SE Wendel Oliveira |

| Sergipe | Itabaiana |

Volta
| Sábado, 7 de maio | Itabaiana    | 1 – 1 | Sergipe         | Estádio Etelvino Mendonça, Itabaiana                                     |
| 16:00             | Heverton 22' |       | 40' Bruno Iotti | Público: 6 073 pagantes Renda: R$ 128.190,00 Árbitro: SE Wendel Oliveira |

| Itabaiana | Sergipe |

### Premiação
| Campeonato Sergipano Série A1 de 2016 |
| Aracaju                               |
| ------------------------------------- |
| Sergipe Campeão (34º título)          |

## Artilharia
- Atualizado em 02 de dezembro de 2016[2]

| Gols                | Jogador                 | Time         |
| ------------------- | ----------------------- | ------------ |
| 10                  |                         |              |
| Dagil               | Dorense                 |              |
| Leandro Kível       | Confiança               |              |
| Paulinho Macaíba    | Itabaiana               |              |
| 8                   |                         |              |
| Márcio Carioca      | Boca Júnior             |              |
| 7                   |                         |              |
| Fabiano             | Itabaiana               |              |
| Thalis              | Boca Júnior             |              |
| 6                   |                         |              |
| Jaílton             | Dorense                 |              |
| Pirambu             | Lagarto                 |              |
| 5                   |                         |              |
| André Vieira        | Socorrense              |              |
| Júnior Mandacaru    | Estanciano              |              |
| 4                   |                         |              |
| Everton             | Confiança               |              |
| Marcinho Beija-Flor | Sergipe                 |              |
| Leonardo            | Itabaiana               |              |
| Orobó               | Confiança               |              |
| Danilo Bala         | Confiança               |              |
| 3                   | 8 jogadores             | 8 jogadores  |
| 2                   | 23 jogadores            | 23 jogadores |
| 1                   | 55 jogadores            | 55 jogadores |
| GC                  |                         |              |
| Valdo               | Confiança para Sergipe  |              |
| Jonathas            | Lagarto para Guarany-SE |              |

## Público

### Maiores públicos
Esses são os dez maiores públicos do Campeonato:

### Menores públicos
Esses são os dez menores públicos do Campeonato:

### Média como mandante
| Pos. | Time        | Média | Mandos | Maior | Menor | Total  |
| ---- | ----------- | ----- | ------ | ----- | ----- | ------ |
| 1    | Itabaiana   | 4,100 | 10     | 8,300 | 1,200 | 39,145 |
| 2    | Sergipe     | 3.445 | 10     | 7.929 | 534   | 34.454 |
| 3    | Confiança   | 3,200 | 10     | 6073  | 568   | 30.414 |
| 4    | Dorense     | 490   | 10     | 951   | 193   | 4.909  |
| 5    | Estanciano  | 442   | 10     | 983   | 74    | 4.424  |
| 6    | Guarany-SE  | 400   | 7      | 1.455 | 96    | 2.805  |
| 7    | Boca Júnior | 276   | 9      | 801   | 20    | 2.485  |
| 8    | Socorrense  | 268   | 7      | 1.357 | 23    | 1.877  |
| 9    | Lagarto     | 220   | 8      | 1.174 | 40    | 1.764  |
| 10   | Amadense    | 180   | 8      | 428   | 31    | 1.441  |

## Premiação
| Vice Campeão:  | Terceiro colocado: | Quarto colocado:  | Melhor do interior: |
| -------------- | ------------------ | ----------------- | ------------------- |
| Itabaiana      | Confiança          | Boca Júnior       | Itabaiana           |
| Público total: | Renda total:       | Média de público: | Média de renda:     |
| 117.721        | R$ 375.111,00      | 1.322             | R$ 28.854,69        |

## Promoções e rebaixamentos
| Divisão             | Clubes rebaixados     | Clubes promovidos           |
| ------------------- | --------------------- | --------------------------- |
| 'Série A1' Série A2 | Guarany-SE Socorrense | Botafogo-SE Frei Paulistano |